# Prvenstvo Hrvatske u boćanju 2005.
Prvenstvo Hrvatske u boćanju 2005. godine.
Igralo se po liga- i po kup-sustavu. Prvi dio natjecanja se igrao ligaški, i to u dvije skupine, skupina "Sjever" (obuhvaćala je klubove iz Istre, Kvarnera i Zagreba), a skupina "Jug" za klubove s juga (južno od Kvarnera).
Po prve četirije momčadi iz svake skupine su odlazile u doigravanje za prvaka. Igralo se po sustavu da je četvrti iz jedne je igrao sa prvim iz druge skupine, treći iz jedne je igrao s drugim iz druge. Igralo se dvije utakmice (jedna kod kuće i jedna u gostima), s time da su prvo- i drugoplasirani iz skupina imali povlasticu igranja uzvratne utakmice na svom boćalištu.

## Sudionici
U skupini "Sjever", sudionici su bili porečka "Istra", zagrebački "Zrinjevac", buzetski "Trio Buzet", riječki "Benčić-DSK", pulski "Uljanik", marinićki "Marinić", podhumski "Podhum KWSO" i marčeljski "Marčelji" .

U skupini "Jug", sudionici su bili metkovski "Metković", mlinska "Hidroelektrana Dubrovnik", komiška "Komiža",  "Zlatan Otok" iz Svete Nedjelje, šibenski "Solaris", splitska "Nada", triljski "Trilj" i otočki "Otok".

## Ljestvica

### Konačna ljestvica skupine "Sjever"
```
Por.  Klub           Ut  Pb  N Pz  Pos Pri  Bod
 1. 
Istra Poreč
      14  12  0  2  108:100   24 u doigr.
 2. 
Trio Buzet
       14  11  0  3  207:101   22 u doigr.
 3. 
Zrinjevac
        14  11  0  3  202:106   22 u doigr.
 4. 
Marinići
         14   8  1  5  155:153   17
 5. Benčić-DSK       14   5  0  9  152:156   10 u doigr.
 6. Uljanik          14   4  1  9  121:187    9
 7. Podhum KWSO      14   3  0 11  108:200    6 
 8. Marčelji         14   1  0 13   79:229    2 
```

## Doigravanje za prvaka

### Četvrtzavršnica
- 1. susreti

5. studenog:

Nada - Istra Poreč 10:12 

HE Dubrovnik - Trio Buzet 6:16 

Marinići - Solaris 20:2

Zrinjevac - Metković 13:9
- 2.susreti

Istra Poreč - Nada 20:2

Trio Buzet - HE Dubrovnik 20:2

Solaris - Marinići 20:2

Metković - Zrinjevac 6:16

### Poluzavršnica
- poluzavršnica, 12. studenog:

Istra Poreč - Zrinjevac 14:8

Trio Buzet - Solaris 18:4

### Završnica
- završnica, 13. studenog:

Trio Buzet - Istra Poreč 14:8
Momčadski hrvatski prvak je buzetski Trio Buzet.